# Liste von Synagogen in San Francisco
In San Francisco gab es um 1906 zehn jüdische Glaubensgemeinschaften: Emanu-El, Sherith Israel, Beth Israel, Ohabai Shalome (Reform- oder moderates Reformjudentum); Sha'are Hesed, Keneseth Israel (Orthodox); vier kleinere Glaubensgemeinschaften.

Es gab oder gibt die folgenden Synagogen.
- The Broadway Synagogue
- Beyt Tikkun Synagogue
- Bush Street Temple
- Congregation Beth Israel-Judea
- Congregation Beth Sholom Synagogue
- Temple Emanu-El
- Temple Sherith Israel
- The House of Love and Prayer
- ehemalige Sutter Street Synagogue
- Beth Israel Synagogue